# Josef Geßl
Josef Geßl (* 23. März 1865 in Wien; † 21. November 1936 ebenda) war ein österreichischer Politiker der Sozialdemokratischen Arbeiterpartei (SdP).

## Ausbildung und Beruf
Nach dem Besuch der Volksschule wurde er Metallarbeiter.

## Politische Funktionen
- Mitglied des Bezirksrates des XX. Wiener Gemeindebezirkes
- Vorstandsmitglied der Allgemeinen Arbeiter-Krankenkasse und des Verbandes der Genossenschaftskrankenkassen
- Aufsichtsrat des Konsum-Vereines „Vorwärts“

## Politische Mandate
- 4. März 1919 bis 9. November 1920: Mitglied der Konstituierenden Nationalversammlung, SdP
- 10. November 1920 bis 20. November 1923: Mitglied des Nationalrates (I. Gesetzgebungsperiode), SdP